# 龙之眼 (小说)
《龍之眼》（英語：The Eyes of the Dragon）是美國小說家史蒂芬·金於1987年發行的長篇小說，亦是黑塔以外金首本奇幻小說。《龍之眼》曾於1984年交由一間小型出版社作限量發行，但由於發行數量稀少，故並未視為正式發行。金為小說對外表示，這部作品是為了他的女兒而創作，因為他的女兒經常投訴金的作品太過驚悚，所以縱然有評論家批評《龍之眼》實為兒童小說，金對此亦不以為然。

## 故事簡介
在狄連國，年老的國王羅蘭娶了美麗的皇后，並誕下彼得及湯瑪斯兩位王子，只是王國中邪惡的巫師蘭道爾·佛來格認為皇后阻礙他破壞世界的陰謀，暗中殺害了皇后。皇子彼得雖然失去了母后的教導，但仍然成長為堅強有智慧的男子。佛來格擔心彼得同樣會破壞他的計劃，於是陷害彼得殺害老國王羅蘭，又推舉懦弱的小王子湯瑪斯成為國王。彼得為此被禁錮在針塔上，新任國王湯瑪斯則在佛來格的慫恿下，推行一系列倒行逆施的政策。彼得囚禁多年後，終於在朋友的協助下越獄成功，同時湯瑪斯亦頓悟醒覺，兩人最終成功趕走了佛來格。

## 改編作品
法國曾有片商希望將故事改編成動畫，可惜最終無疾而終。後來，美國電視台Syfy宣佈會將故事改成電視影集，只是一樣只聞樓梯響。